# Pepa Calvet
María Josefa Calvet Micas, detta Pepa (Lleida, 4 maggio 1956), è un'ex cestista spagnola.

## Carriera
Con la Spagna ha disputato i Campionati europei del 1976.